# 蒙得维的亚方尖碑
宪法方尖碑（Obelisco a los Constituyentes）位于乌拉圭首都蒙得维的亚七月十八日大道和阿蒂加斯大道路口，巴特列公园（Parque Batlle）的西端入口。它是由花岗岩制成的一个三面方尖碑，高40米，三面各有一个青铜雕像，分别代表“法律”、“自由”与“力量”，为雕塑家何塞·路易斯·索里利亚·圣马丁（1891-1975）的作品。它周围是一个六边形喷泉，在其外圆周上是六个球体。它建于1930年，以庆祝1830年乌拉圭宪法（乌拉圭第一部宪法）颁布100周年。
六年后，在布宜诺斯艾利斯的七月九日大道和科连特斯大道路口，兴建了相似但规模更大的布宜诺斯艾利斯方尖碑，以庆祝该市建城400周年。